# Tiếp biến văn hóa

Bốn hình thức tích lũy cơ bản: 1- Tách biệt hóa, 2- Hội nhập hóa (lớp phủ văn hóa được trải lên trên lớp nền có sẵn) 3- Đồng hóa (lớp nền bị xóa bỏ), 4- Suy giảm văn hóa

Tiếp biến văn hóa (tiếng Anh: acculturation) giải thích quá trình thay đổi văn hóa và thay đổi tâm lý là kết quả theo sau cuộc gặp gỡ giữa các nền văn hóa. Những ảnh hưởng của giao lưu văn hóa có thể thấy được ở nhiều cấp độ trong cả hai nền văn hóa tương tác. Ở cấp độ nhóm, tiếp biến văn hóa thường dẫn đến những thay đổi về văn hóa, phong tục, và các tổ chức xã hội. Hiệu ứng cấp độ nhóm đáng chú ý của tiếp biến văn hóa thường bao gồm những thay đổi trong thực phẩm, quần áo, và ngôn ngữ. Ở cấp độ cá nhân, sự khác biệt trong cách cá nhân tiếp biến văn hóa đã được chứng minh có liên quan không chỉ với những thay đổi trong hành vi, đối xử hàng ngày, mà còn với nhiều phạm vi phúc lợi về tâm lý và thể chất. Trong khi thuật ngữ tiếp cận văn hóa (enculturation) được sử dụng để mô tả quá trình học tập văn hóa mới đầu tiên, tiếp biến văn hóa có thể được coi như là sự học tập (hấp thụ) nền văn hoá đó đợt thứ 2.
Khái niệm về tiếp biến văn hóa đã được nghiên cứu một cách khoa học kể từ năm 1918. Vì nó đã được tiếp cận vào những thời điểm khác nhau từ các lĩnh vực tâm lý học, nhân chủng học, và xã hội học, nhiều lý thuyết và định nghĩa đã xuất hiện để mô tả các yếu tố của quá trình tiếp biến văn hóa. Mặc dù định nghĩa và bằng chứng tiếp biến văn hóa đó đòi hỏi một quá trình hai chiều của sự thay đổi, nghiên cứu và lý thuyết đã chủ yếu tập trung vào những điều chỉnh và thích nghi của thiểu số như người nhập cư, người tị nạn, và người dân bản địa từ sự tiếp xúc của họ với đa số chi phối. Nghiên cứu hiện đại chủ yếu tập trung vào các chiến lược khác nhau của tiếp biến văn hóa và những sự khác biệt này ảnh hưởng như thế nào đến sự thích ứng với xã hội của các cá nhân.

## Mô tả
Hiện tượng này xảy ra khi những nhóm người có văn hóa khác nhau giao lưu tiếp xúc với nhau tạo nên sự biến đổi về văn hóa của một hoặc cả hai nhóm. Giao lưu văn hóa tạo nên sự dung hợp, tổng hợp và tích hợp văn hóa ở các cộng đồng. Ở đó có sự kết hợp giữa các yếu tố nội sinh với yếu tố ngoại sinh tạo nên sự phát triển văn hóa phong phú, đa dạng và tiến bộ hơn.
Giao lưu và tiếp biến văn hóa là sự tiếp nhận văn hóa nước ngoài bởi dân tộc chủ thể. Quá trình này luôn đặt mỗi dân tộc phải xử lý tốt mối quan hệ biện chứng giữa yếu tố nội sinh và ngoại sinh. Trong lĩnh vực văn hóa chỉ có khái niệm "giao lưu và tiếp biến văn hóa" chứ không có khái niệm "hội nhập văn hóa". Thuật ngữ hội nhập chỉ sử dụng cho các lĩnh vực ngoài văn hóa, chẳng hạn như kinh tế...
Quá trình giao lưu tiếp biến văn hóa thường diễn ra theo hai hình thức:
- Hình thức tự nguyện: Thông qua các hoạt động như buôn bán, thăm hỏi, du lịch, hôn nhân, quà tặng... mà văn hóa được trao đổi trên tinh thần tự nguyện.
- Hình thức cưỡng bức: thường gắn liền với các cuộc chiến tranh xâm lược, thôn tính đất đai và đồng hóa văn hóa của một quốc gia này đối với một quốc gia khác.

Tuy nhiên, trên thực tế, các hình thức này nhiều khi không thuần nhất. Có khi trong cái vỏ bọc tự nguyện lại có những yếu tố mang tính áp đặt, cưỡng bức. Hoặc trong quá trình bị cưỡng bức văn hóa, vẫn có những yếu tố tiếp nhận mang tính tự nguyện.

## Mô hình khái niệm

### Mô hình bốn dạng chuyển đổi
Hiện tượng tiếp biến văn hóa đã được nhiều học giả nghiên cứu và lý giải . Điển hình là mô hình tiếp biến văn hóa của nhà tâm lý học John W. Berry . Mô hình gồm có bốn dạng chuyển đổi: 1) Đồng hóa (tiếng Anh là Assimilation), khi các cá nhân cảm thấy không có khả năng chỉ giữ lại bản sắc văn hóa của mình mà sẵn sàng tìm kiếm sự tương tác với các nền văn hóa bản địa; (ii) Tách biệt hóa (tiếng Anh là Separation), khi các cá nhân tìm thấy giá trị cao trong việc giữ lại các đặc tính văn hóa của họ và có xu hướng tránh tương tác với những đặc tính văn hóa bản địa; (iii) Hội nhập hóa (tiếng Anh là Integration), khi các cá nhân duy trì một mức độ toàn vẹn văn hóa của họ trong khi tương tác với những đặc tính văn hóa bản địa; và (iv) Mai một văn hóa (tiếng Anh là Deculturation hoặc Marginalization), khi các cá nhân không theo đuổi sự tương tác với những đặc tính văn hóa bản địa cũng như không nắm giữ các đặc tính văn hóa gốc của bản thân.

### Cơ chế mindsponge
Vào năm 2015, nhà khoa học Vương Quân Hoàng và Nancy K.Napier đã đề xuất cơ chế mindsponge để lý giải hiện tượng tiếp biến văn hóa thông qua góc nhìn nạp xả thông tin và giá trị văn hóa. Cơ chế mindsponge cho rằng việc tiếp biến văn hóa của một cá nhân xảy ra khi có sự thay đổi các giá trị văn hóa lõi của người đấy. Khi một cá nhân tiếp xúc với các giá trị văn hóa mới và cảm thấy các giá trị đấy có lợi một cách chủ quan thì họ có xu hướng tiếp nhận các giá trị mới thay thế cho các giá trị văn hóa lõi. Tuy nhiên, khi các giá trị văn hóa của một cá nhân đối chọi nhau không nhất thiết dẫn đến việc loại bỏ của giá trị văn hóa yếu thế hơn (hay kém giá trị hơn), mà chúng có thể cùng tồn tại và ảnh hưởng đến suy nghĩ và hành động của cá nhân đấy. Hiện tượng này được gọi là cộng tính văn hóa (tiếng Anh: cultural additivity) .